# Луги (Ивано-Франковская область)
Луги (укр. Луги) — село в Спасской сельской общине Калушского района Ивано-Франковской области Украины.
Расположено на реке Чечва (приток Ломницы).
Население по переписи 2001 года составляло 838 человек. Занимает площадь 55,884 км². Почтовый индекс — 77651. Телефонный код — 03474.